# Archeneides
Archeneides war ein griechischer Töpfer in der Mitte des 6. Jahrhunderts v. Chr., tätig in Athen.
Er ist nur bekannt durch seine Signatur auf einer Randschale in London, British Museum 1919.6-20.2. Er gehört zu den Kleinmeistern.